# Steve Lysak
Stephen John (Steve) Lysak (Newark, 7 augustus 1912 - Yonkers, 30 juli 2002) was een Amerikaans kanovaarder.
Lysak won tijdens de Olympische Zomerspelen 1948 de gouden medaille in de C-2 10.000m en de zilveren medaille op de C-2 1000 meter samen met Steve Macknowski.

## Belangrijkste resultaten

### Olympische Zomerspelen
| Editie | Plaats | Resultaten  |
| ------ | ------ | ----------- |
| 1948   | Londen | C-2 10.000m |

1936: Václav Mottl & Zdeněk Škrlant ·
1948: Steve Lysak & Steve Macknowski ·
1952: Jean Laudet & Georges Turlier ·
1956: Gratsian Botev & Pavel Charin